# Ermita de Betlem

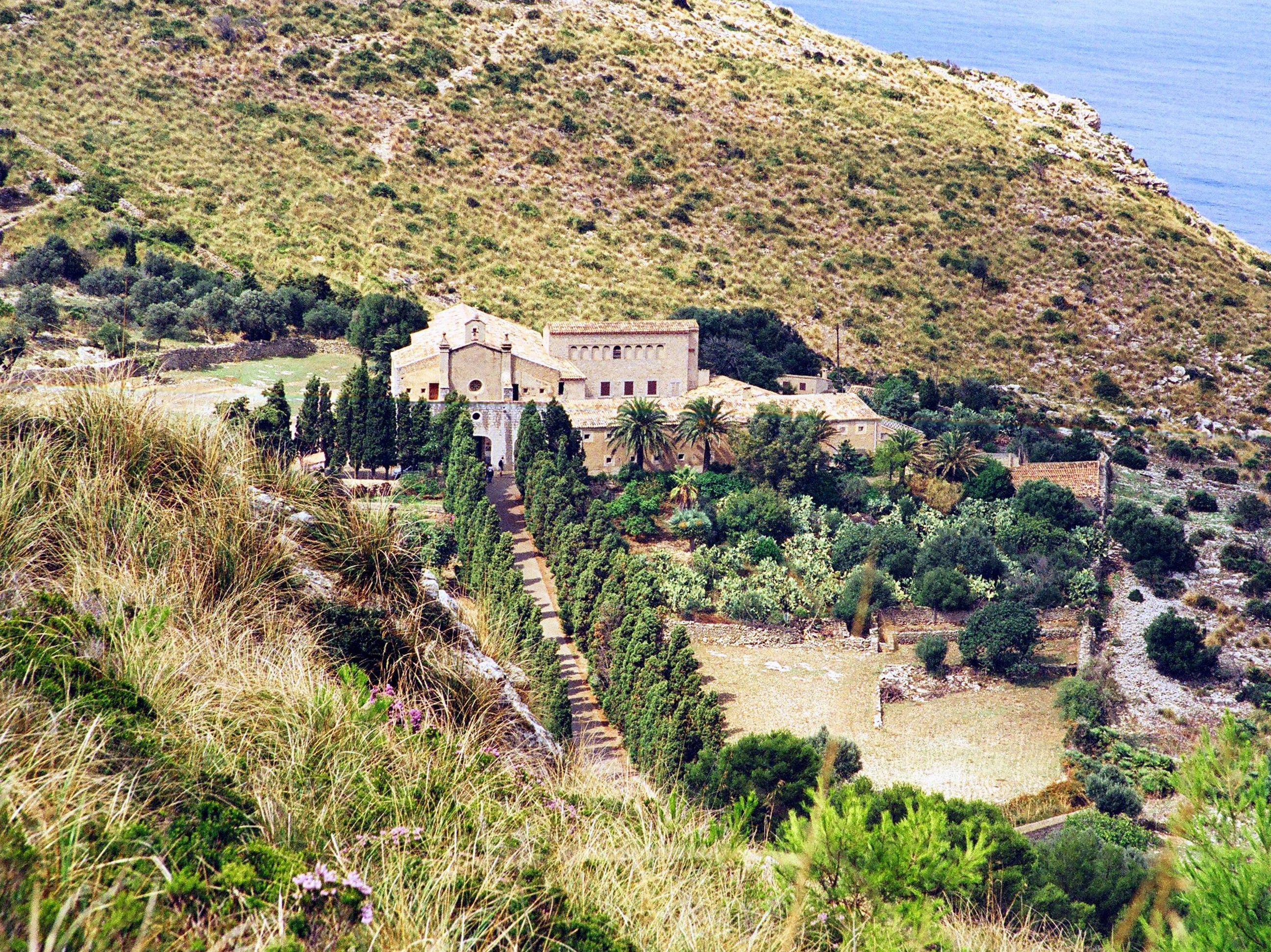
Ermita de Betlem

L'ermita de Betlem està situada en el terme municipal d'Artà, dins terrenys que foren de l'antiga Devesa de Farrutx, a uns 280 metres sobre el nivell de la mar.
Va ser fundada el 1805 per membres de les comunitats eremítiques de Sant Honorat de Randa i de la Trinitat de Valldemossa. L'ermita va ser possible per la donació als ermitans, de banda de Jaume Morell, de dues quarterades de terra i les restes de la torre de defensa i d'una tafona de Binialgolfa. El donant va posar com a condició que l'eremitori s'anomenàs de Betlem i es dedicàs al naixement de Jesucrist.

## L'edifici
L'ermita va tenir entre els seus benefactors el cardenal Despuig i el canonge Joan Dameto. Es va restaurar l'antiga torre i es va habilitar com a oratori, menjador i dormitori. El 1807 es construïren les cel·les, el refectori, la cuina i altres dependències i la torre restà dedicada tan sols a oratori.
L'accés al conjunt es fa per un ampli caminal emmarcat per xiprers. Es tracta d'una construcció senzilla, on a la façana principal hi trobam un rellotge de sol, una petita finestra i un rosetó.

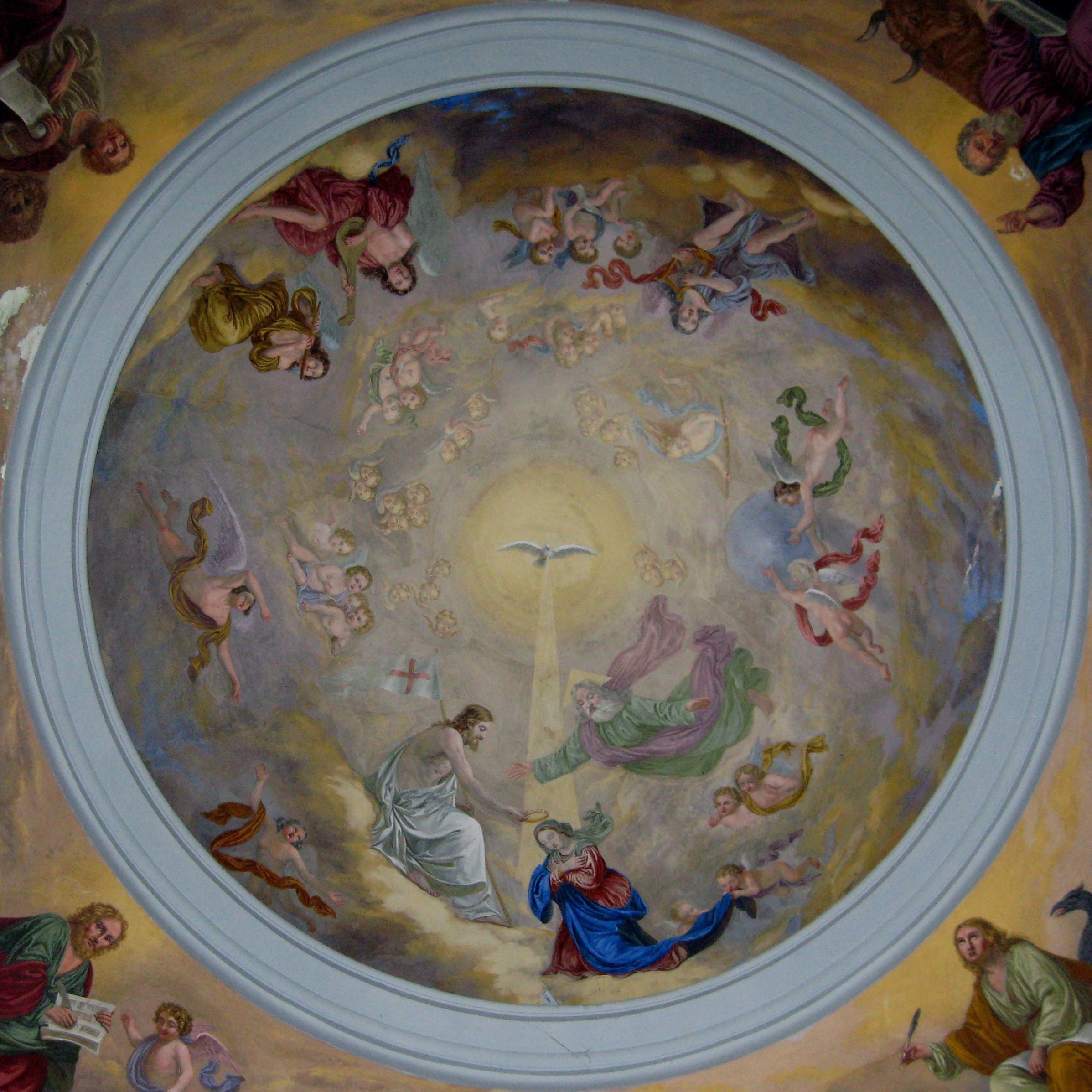
Frescos de Francesc Parietti

L'arquitecte Joan Rosselló dirigí les obres d'edificació d'un nou temple, al costat de la torre, beneït el 1824. De nau única, hi ha escultures d'Adrià Ferran i hi destaca la volta, decorada amb un fresc de la coronació de la Verge obra de Francesc Parietti, el retaule major i les set pintures de Manuel Bayeu sobre la vida de Crist.

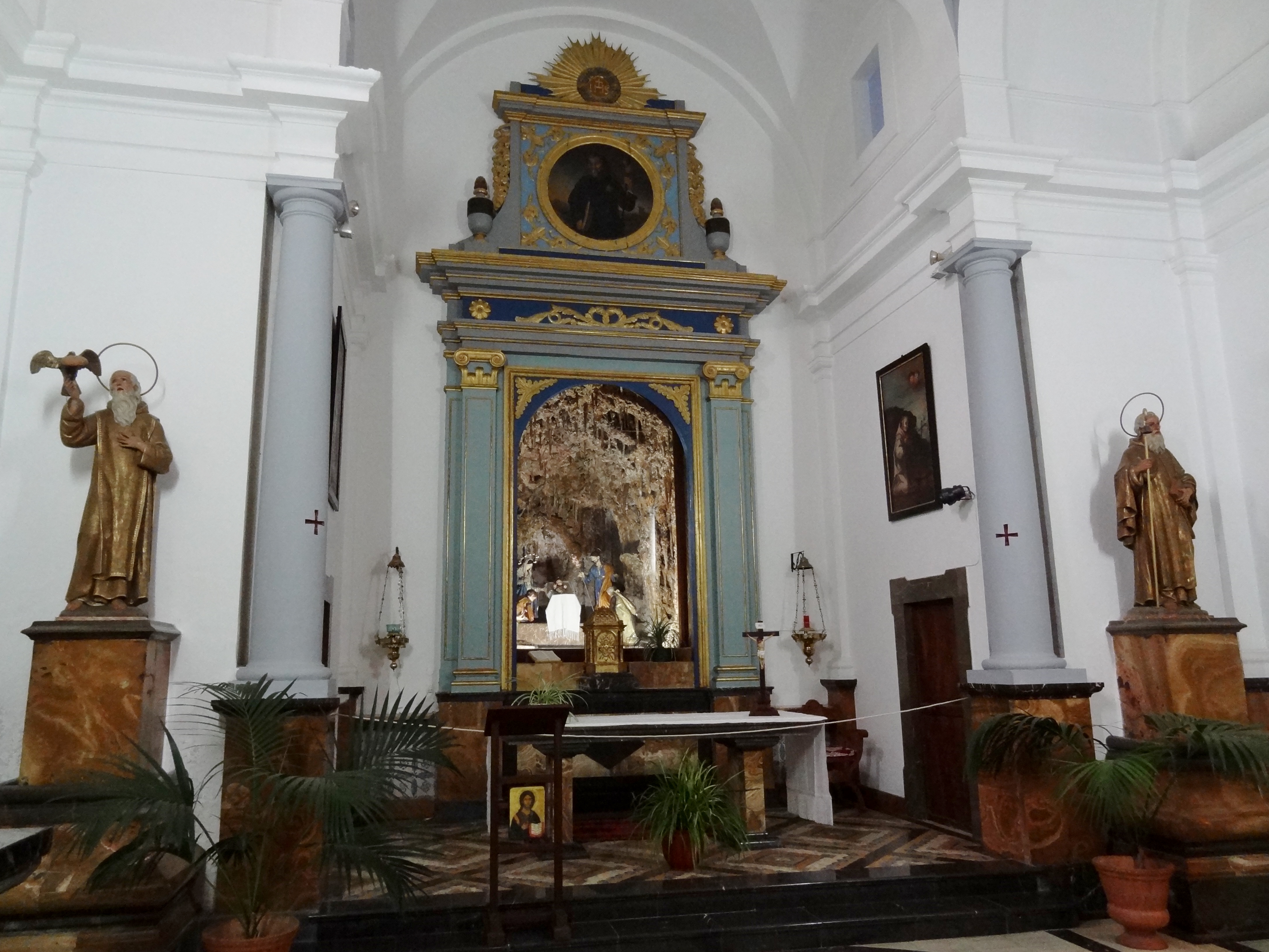
Altar major de l'ermita

L'any 1966 s'hi va dur l'electricitat a través d'una línia de pals a partir de les cases de Betlem, seguint el llit del torrent, en una obra dirigida per Eduard de Plandolit i Montsech.

## L'entorn

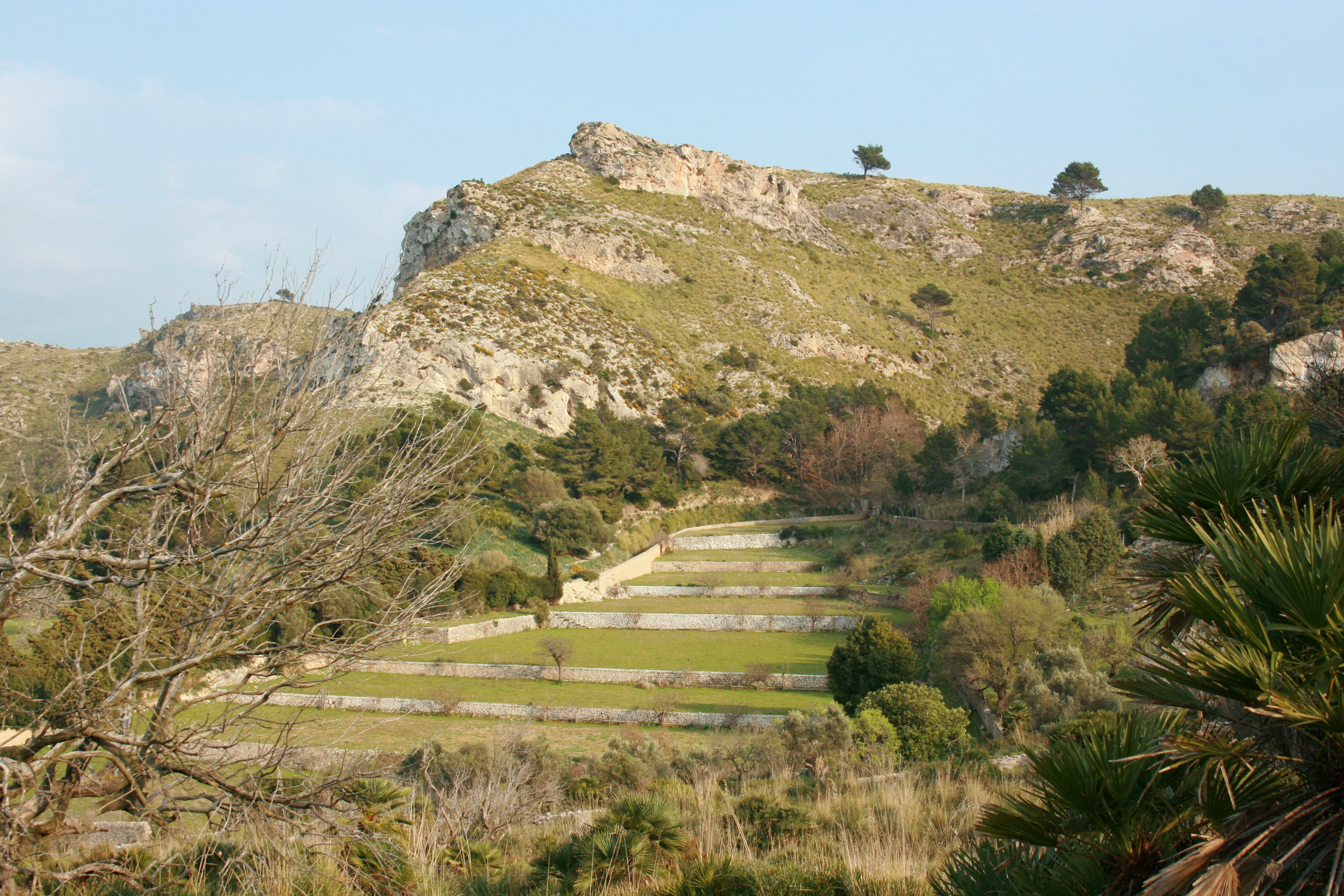
Marjades conrades pels ermitans

A l'entorn hi trobam les restes dels antics horts, una era i construccions destinades a magatzems o instal·lacions ramaderes que permetien una vida autosuficient a la comunitat religiosa. D'aquests elements en podem destacar la Font de s'Ermita, la qual proporcionava aigua a l'ermita i al molí d'aigua, aixecat entorn el segle xix, que es troba a uns 50 metres. A la font hi ha un abeurador rectangular, i al lateral dret una capella de volta amb bancs correguts als seus tres laterals, amb imatges religioses al seu interior.
Sortint de l'església, uns cinquanta metres a la dreta, hi ha un monòlit que recorda la fundació de l'ermita el 1805. A l'esquerra hi ha el petit cementeri, amb un petit oratori. En una de les parets es recorda el primer superior, Sebastià d'Artà, mort el 1820 assistint els malalts del contagi de pesta groga que va afectar la comarca.

## Sa Coassa
Darrere el conjunt eremític, en direcció a la mar, hi ha una barrereta que dona a un tirany que puja en pocs minuts al cim de sa Coassa, on hi ha les runes d'unes instal·lacions de vigilància aèria. No lluny de la caseta hi ha el penya-segat des del qual s'albira tota la zona litoral des del Cap de Farrutx a Alcúdia.

## L'evolució del cenobi
Primer va ser una ermita autònoma i va estar sota la jurisdicció directa del bisbe de Mallorca fins a 1895. Després va restar subordinada a la comunitat de la Trinitat de Valldemossa. El 1989 encara l'habitaven tres ermitans, que vivien de l'agricultura, la ramaderia i dels donatius que rebien. El 2010, els ermitans que hi restaven, en atenció a la seva edat avançada, abandonaren l'ermita per passar a l'ermita de la Trinitat de Valldemossa.